# MS Hela
Coasteren MS Hela blev kendt den 3. april 1994, da skibet i Helnæsbugten blev bordet af politiet. Lasten var et større parti hash. Senere blev MS Hela indrettet som biografskib, men lukkede i 2004.